# Saddle Pass
Saddle Pass är ett bergspass i Antarktis. Det ligger i Västantarktis. Argentina, Chile och Storbritannien gör anspråk på området. Saddle Pass ligger 285 meter över havet.
Terrängen runt Saddle Pass är huvudsakligen kuperad, men åt sydost är den platt. Havet är nära Saddle Pass åt sydost. Trakten är glest befolkad. Närmaste befolkade plats är Esperanza Base, 3,8 kilometer norr om Saddle Pass.